# Ararinha-azul
A ararinha-azul (nome científico: Cyanopsitta spixii, do grego: kuanos "azul-piscina; ciano" + do latim: psitta, "papagaio"; e spixii, em homenagem a Johann Baptist von Spix) é uma espécie de ave da família Psittacidae endêmica do Brasil. É a única espécie descrita para o gênero Cyanopsitta. Outros vernáculos associados a esta espécie são arara-azul-de-spix e arara-celeste, ou arara-de-spix. Habitava matas de galeria dominadas por caraibeiras associadas a riachos sazonais no extremo norte do estado da Bahia, ao sul do rio São Francisco. Todos os registros históricos para a espécie estão localizados nos municípios de Juazeiro e Curaçá na Bahia. Há relatos não confirmados da presença da ave nos estados de Pernambuco e Piauí.
C. spixii mede cerca de 57 centímetros de comprimento e possui uma plumagem azul, variando de tons pálidos a vividos ao longo do corpo. Pouco se conhece sobre sua ecologia e comportamento na natureza. Sua dieta consistia principalmente de sementes de pinhão-bravo e faveleira. A nidificação era feita em caraibeiras, em ocos naturais ou feitos por pica-paus. O período de reprodução estava associado a época das chuvas.
Em decorrência do corte indiscriminado de árvores da caatinga e do tráfico ilegal, a população se reduziu até restar um único indivíduo, que desapareceu em 2000-2001. Está seriamente ameaçada de extinção, existindo somente 240 indivíduos em cativeiro (em janeiro de 2022), tendo sido declarada extinta na natureza pelo governo brasileiro e na Lista Vermelha da União Internacional para a Conservação da Natureza e dos Recursos Naturais (IUCN). Em junho de 2016 foi registrado um indivíduo em matas ciliares de Curaçá, possivelmente libertado do cativeiro por algum morador local.

## Nomenclatura e taxonomia
A primeira descrição da espécie foi feita por Johann Baptist von Spix em 1824 com o nome de Arara hyacinthinus. No entanto, o epíteto específico estava pré-ocupado pelo Psittacus hyacinthinus descrito por John Latham em 1790. Johann Georg Wagler, que foi assistente de von Spix na publicação do livro de 1824, substituiu o nome científico da espécie para Sittace spixii em 1832. Em 1854, Charles Lucien Bonaparte descreveu um novo gênero para a espécie, o Cyanopsitta, recombinando o nome científico para Cyanopsitta spixii.
Ocasionalmente, a espécie foi inserida no gênero Ara. Helmut Sick (1997) não considerava a Cyanopsitta spixii como uma arara, por suspeitar que a espécie possuía um maior relacionamento com as jandaias. Análises moleculares demonstraram que o gênero Cyanopsitta está mais relacionado com os gêneros Primolius, Ara e Orthopsittaca do que com o Anodorhynchus e Aratinga.
O nome ararinha-azul foi o selecionado como nome vernáculo técnico para a espécie Cyanopsitta spixii em 2021 pelo Comitê Brasileiro de Registros Ornitológicos (CBRO).

## Distribuição geográfica e habitat
A espécie ocorria principalmente na margem sul do rio São Francisco em matas de galerias dominadas por caraibeiras (Tabebuia aurea). A área de registro histórico está situada na região do submédio São Francisco no noroeste da Bahia entre as cidades de Juazeiro e Abaré. Os únicos registros confirmados estão nas proximidades da cidade de Juazeiro, onde o holótipo foi coletado em abril de 1819 por von Spix durante a Expedição Austríaca ao Brasil, e na área dos riachos Barra Grande-Melância no município de Curaçá, onde alguns indivíduos foram redescobertos em 1985-1986 e posteriormente em 1990. Um registro não confirmado indicou também a presença da ave no riacho da Vargem situado nos municípios de Abaré e Chorrochó. O único registro, baseado em informação local, ao norte do rio São Francisco no estado de Pernambuco, é proveniente do riacho da Brígida localizado nos municípios de Orocó e Parnamirim. Dois registros são conhecidos para o estado do Piauí, um de 1903, quando Othmar Reiser relatou dois avistamentos próximos ao lago Parnaguá, e outro em março-abril de 1975 na região de Serra Branca, por Niéde Guidon durante uma expedição arqueológica.
Alguns autores consideravam a distribuição da ararinha-azul associada com os buritizais, indicando uma área de distribuição no sul do Piauí, extremo sul do Maranhão, noroeste de Goiás (hoje Tocantins), noroeste da Bahia e extremo sudoeste de Pernambuco. Foi somente na década de 80 com a redescoberta da arara que observou-se que o habitat preferencial da ave estava associado com a caraibeira, que está restrita a margens e várzeas de riachos estacionais existentes na Caatinga, especialmente no submédio São Francisco.

## Características

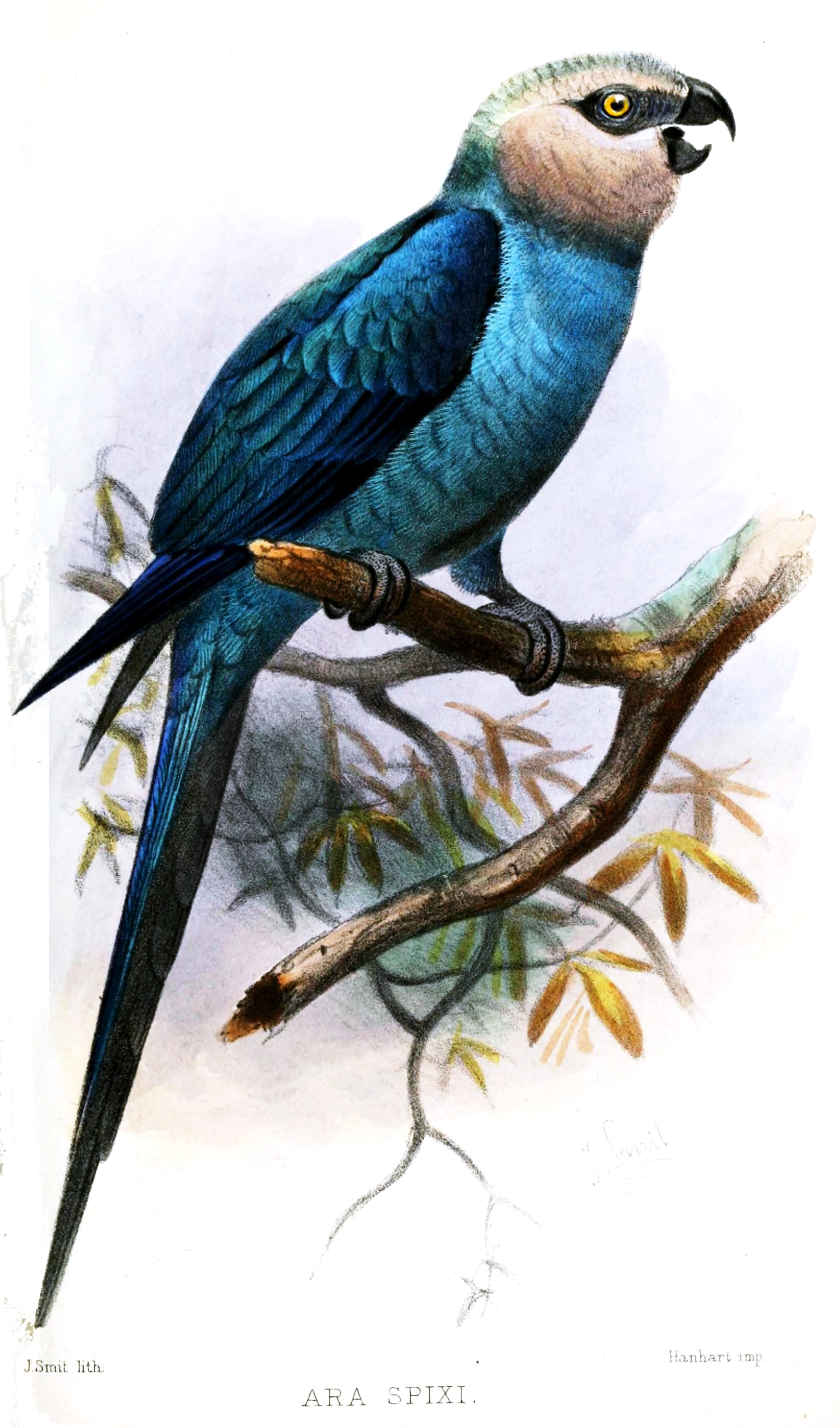
Litografia feita por Joseph Smit em 1878.

A ararinha-azul mede de 55-60 centímetros de comprimento, possui uma envergadura de 1,20 metros e pode pesar de 286 a 410 gramas. A plumagem possui vários tons de azul. O ventre tem um tom pálido a esverdeado enquanto o dorso, asas e cauda tons mais vividos. As extremidades das asas e cauda são pretas. A fronte, bochechas e região do ouvido são azul-acinzentados. O loro e o anel perioftálmico são nus e a pele é de coloração cinza-escura nos adultos. A cauda é proporcionalmente mais longa e as asas mais longas e estreitas que as demais araras. O bico é inteiramente preto e os pés são marrom-escuros a pretos. A íris é amarela.
O juvenil se diferencia do adulto por apresentar a cauda mais curta, a íris cinza, a faixa nua na face mais clara e uma faixa branca na frente do cúlmen do bico. Essas diferenças desaparecem quando a ave atinge a maturidade sexual. Apresenta dimorfismo sexual, sendo as fêmeas menores que os machos, quanto a plumagem não há diferenças.

## Ecologia e comportamento

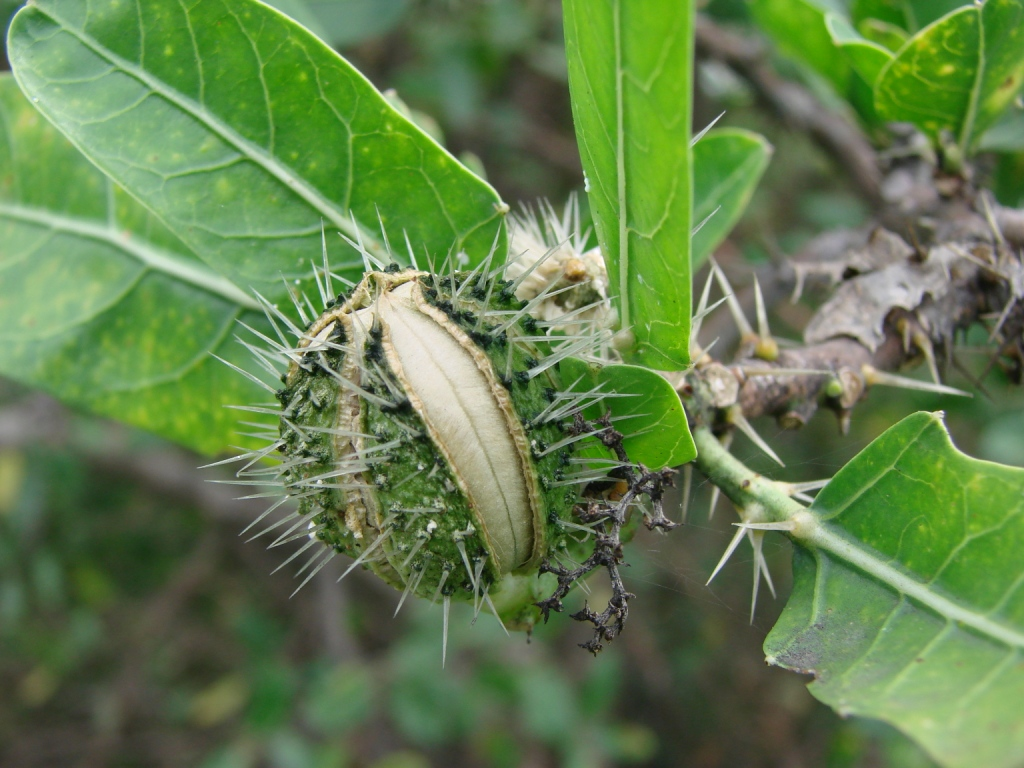
Semente da faveleira.

As informações sobre a ecologia e o comportamento da ararinha são limitadas, já que as pesquisas só começaram na década de 80, quando somente três indivíduos restavam na natureza. Os dados obtidos da observação dos três últimos espécimes foram insuficientes para a dedução de informação confiável sobre as necessidades biológicas e de habitat da espécie.
A alimentação consistia de flores, frutos, polpa, seiva e principalmente de sementes, sendo ao todo identificados 13 espécies de plantas na dieta do último indivíduo observado na natureza. A dieta era composta principalmente de sementes de pinhão-bravo (Jatropha mollissima) e faveleira (Cnidoscolus quercifolius) que representavam cerca de 81% da dieta. Outros fontes alimentares incluíam as vagens da caraibeira (Tabebuia aurea) e da baraúna (Schinopsis brasiliensis), e os frutos do joazeiro (Zizyphus joazeiro), do pau-de-colher (Maytenus spinosa) e de facheiros e outras cactáceas (Pilosocereus spp.).
A estação reprodutiva estava relacionada com a época das chuvas, ocorrendo de outubro a março. A espécie era dependente de árvores da espécie Tabebuia aurea onde nidificavam. O ninho era feito em ocos naturais ou feitos por pica-paus (Campephilus melanoleucos) e normalmente de dois a três ovos eram postos. Relatos feitos na observação do último exemplar na natureza, revelou que a espécie pernoitava em facheiros (Pilosocereus spp.), possivelmente para proteção. A longevidade máxima registrada foi de 27 anos em um indivíduo em cativeiro.

## Conservação
A ararinha-azul é classificada pela União Internacional para a Conservação da Natureza e dos Recursos Naturais (IUCN) como "em perigo crítico" (possivelmente extinta na natureza), na Convenção sobre o Comércio Internacional das Espécies da Fauna e da Flora Silvestres Ameaçadas de Extinção (CITES) aparece no "Appendix I" e pelo Ministério do Meio Ambiente como extinta na natureza desde 2002.
O declínio populacional da espécie está associado com a perda do habitat, competição com abelhas africanizadas por ninhos, caça e tráfico de filhotes. Durante as últimas décadas, o tráfico ilegal foi possivelmente a principal causa da extinção da espécie na natureza.

### Reprodução em cativeiro
A ararinha-azul é uma das aves mais raras e protegidas do mundo. Em 2010, o número oficial de espécimes em cativeiro chegou a 73, distribuídos em cinco instituições. Destes, apenas seis poderiam ser encontrados no Brasil, sendo que dois estavam no zoológico de São Paulo. Apesar de serem um casal, as ararinhas-azuis do Zoológico de São Paulo nunca tiveram filhotes.
Em 2013, sete ovos foram fertilizados artificialmente, e dois deles desenvolveram filhotes, 26 dias depois. Em 2014, pela primeira vez, todos os três mantenedores produziram filhotes no mesmo ano e dois filhotes nasceram por incubação natural no Brasil. Em 2016, dois mantenedores externos produziram as primeiras ararinhas criadas pelos pais. Em 2017, finalmente, a população cativa começou a alcançar a estabilidade. Foram produzidos 20 filhotes em 2015, 23 em 2016 e 26 em 2017, totalizando o número recorde de 152 indivíduos em dezembro de 2017, sendo 11 no Brasil.
Os pássaros resultam de um trabalho de pesquisadores para aumentar a população desses animais na natureza.
Em agosto de 2018, 146 das cerca de 160 ararinhas-azuis que existem no mundo viviam na Associação para a Conservação de Papagaios Ameaçados (ACTP), em Rüdersdorf, na Alemanha. 120 delas vieram do Catar, transferidas em razão da morte do mantenedor da Instituição Preservação da Vida Selvagem Al Wabra, o xeque Saud bin Mohammed al-Than, em 2014, bem como pelo embargo econômico imposto ao Catar por Arábia Saudita, Emirados Árabes, Egito e Bahrein, em 2017. A meta do criatório é produzir cerca de 20 ararinhas por ano.
Em maio de 2024, o ICMBio reconhecia a existência de 315 ararinhas-azuis no mundo, vivendo nos zoológicos privados Pairi Daiza (22), na Bélgica, e Greens Zoological, Rescue and Rehabilitation Centre (26), na Índia, no Zoológico de São Paulo (27), que concedido à iniciativa privada em 2021, num criadouro mantido pela ACTP e ICMBio no município baiano de Curaçá (40) e na própria ACTP (200), em Rüdersdorf.

### Projeto de reintrodução na natureza
Em outubro de 2014, o Brasil registrou o nascimento de duas Ararinhas-azul em um centro de conservação do interior de São Paulo, após 14 anos sem registros de nascimentos no país, de acordo com o Instituto Chico Mendes (ICMBio), ligado ao Ministério do Meio Ambiente.
De acordo com o governo brasileiro existiam em 2015, dos exemplares em cativeiro, apenas 11 no Brasil. Segundo nota do ICMbio, em 2015, foi registrado o nascimento de dois filhotes da espécie em um centro de pesquisa no interior de São Paulo.
Em junho de 2018, existiam cerca de 158 indivíduos. No mesmo ano, um acordo assinado entre o Ministério do Meio Ambiente e organizações conservacionistas da Bélgica (Pairi Daiza Foundation) e da Alemanha (Association for the Conservation of Threatened Parrots), estabeleceu a "repatriação" de 50 ararinhas-azuis de volta ao Brasil, com previsão de que os animais estivessem em território nacional no primeiro trimestre de 2019. Com esses indivíduos, esperava-se que até 2022 a ararinha-azul fosse reintroduzida na natureza.
O projeto de reintrodução da ararinha-azul no Brasil incluiu a criação de duas unidades de conservação na Bahia: o Refúgio de Vida Silvestre da Ararinha-azul, em Curaçá, e a Área de Proteção Ambiental da Ararinha-azul, em Juazeiro, além de um trabalho de conscientização feito junto à população local e a construção de um centro de reprodução e readaptação. Em 2021, um casal teve três filhotes na região da caatinga baiana. Em 13 de abril, nasceu o primeiro filhote de ararinha-azul, 20 anos após a espécie ser declarada extinta no país, e outros dois nasceram nos dias 06 e 9 de junho.
No dia 11 de junho de 2022, oito ararinhas-azuis, que estavam em reabilitação no Refúgio da Vida Silvestre da Ararinha-azul, foram soltas na natureza, no município de Curaçá. Em 10 de dezembro do mesmo ano, mais 12 indivíduos foram soltos na mesma localidade. A perspectiva é que ainda mais ararinhas-azuis passem pelo mesmo processo no decorrer dos anos seguintes, até que a espécie atinja estabilidade populacional.
Após 37 anos, em outubro de 2023, dois filhotes de ararinha-azul nasceram no município de Curaçá, a partir de um casal formado por aves que foram soltas no ano anterior. A reprodução ocorreu em um dos ninhos artificiais que foram fixados no alto de uma caraibeira, uma das árvores preferidas das ararinhas.

## Aspectos culturais
Em 2011, o filme de animação Rio teve como personagem principal uma ararinha-azul. O filme teve uma continuação em 2014, Rio 2, que vê o protagonista Blu e sua família encontrando uma tribo de ararinhas na floresta amazônica - mesmo que na realidade elas venham da caatinga.